# 最佳拍檔
《最佳拍档》，是1982年上映的香港动作喜剧片，由曾志伟執導，黄百鸣编剧，许冠杰、麦嘉、张艾嘉主演。片中的「最佳拍檔」指KING KONG（許冠傑）與光頭佬（麥嘉），有时也包括差婆（张艾嘉）。主角麥嘉憑本片榮獲第2屆香港電影金像獎最佳男演員大獎。

## 簡介
《最佳拍檔》於1982年1月上映，票房勁收二千七百萬轟動全港，強勢姿態打倒同期賀歲片《少林寺》、《龍少爺》，是香港電影史上首部票房突破二千萬的電影，亦曾是香港最高入場人次的港產片（約211萬人，當時1982年香港總人口有526萬人，即相當於四成香港人口有入場觀看過，至2024年被《破·地獄》超越）。
《最佳拍檔》令新藝城雄霸香港影壇，與邵氏、嘉禾鼎足而立，其後演變成1980年代最經典賣座電影系列，屢破香港票房新紀錄。此套電影也令許冠傑成為當年片酬最高的男演員（逾200萬）。

## 劇情
香港黑道中人司徒不仁向一個由意大利人蒙提蘇圖操控的國際走私集團訂購了一批鑽石，谁知在尖沙咀中心交收期間，飞贼King Kong突然闖入搶走鑽石，現場僅留下一隻白手襪。意大利黑幫不甘鑽石被搶，蒙提蘇圖回國後遂找來真正的「白手襪」，恐嚇「白手襪」要到香港幫他們搶回鑽石。
警方根據臥底「邊緣人」提供的線報，認定是綽號「白手襪」的國際珠寶大盜搶走鑽石，並邀請美國的光頭神探來港，與警司何東詩合作破案。「邊緣人」後來又稱搶鑽石的人是King Kong。
King Kong把搶來的鑽石交給口水泉，口水泉把鑽石藏在不為人知的地點，欲報告給King Kong時又屢遇麻煩，同時口水泉又因泡了狂人星的妹妹而被狂人幫追殺。他與King Kong會面時不幸被狂人捉走，被起重機吊在半空中，在高喊關於鑽石位置的線索後墜下身亡，King Kong也被差婆等人拘捕。
差婆和光頭佬未能令King Kong供出關於鑽石的消息，翌日找同僚假扮白手襪黨攻入King Kong在沙田第一城的住所，King Kong以凌空鋼線逃走，假白手襪黨從後把鋼線剪斷，對面的光頭佬用長棍救King Kong，以不起訴為條件，誘使King Kong承認作案及合作尋找鑽石。
真正的白手襪黨人也得悉King Kong冒充「白手襪」搶鑽石，他們潛入差婆家安裝偷聽器收集情報，但为找到鑽石亦暗中保護他們不受其他幫派攻擊。King Kong和光頭佬根據口水泉的遺言，先探訪他生前曾光顧的紋身店及隔鄰的照相店，得到口水泉的紋身照片，照片上有兩名女子的資料。第一名女子是任職的士電台的Mary，二人分別喬裝成口水泉的律師和父親，以50萬美元遺產利誘她給出臀部上紋身暗號，Mary以快相機拍照紋身期間被狂人星等撞破，他們才知道她是狂人星的妹妹。兩人在巴士廠被狂人折磨一輪後被綁在火車軌上，狂人等圖以手搖車把兩人輾死，這時白手襪黨人調較路軌道岔，把狂人的車轉往另一邊。
二人隨後被送往醫院，狂人幫圖在他們的病房放置遙控炸彈把他們炸死，但被白手襪黨發現，他們把炸彈從病房拿走並放在狂人星的座駕上，狂人星也在引爆炸彈時炸死了自己。
King Kong住院期間對護士「叮噹」（差婆妹）產生好感，而光頭佬也在背後為差婆說好話，令差婆也對光頭佬生好感。在兩對戀人慶祝差婆生日後，King Kong便策劃如何取得第二名女子的紋身暗號，他們得悉該名女子將表演芭蕾舞，King Kong與光頭佬和差婆分別在後台準備行動，並由差婆拍得該女子身上的暗號。
King Kong對取得的暗號進行分析，得出鑽石藏在紅磡對開海面的一個浮台底下。取得鑽石後，尾隨跟蹤King Kong的白手襪黨人以鋼索把King Kong手上的皮袋搶走，棋高一著的他預先以另一裝有石子的皮袋作掩飾，使白手黨搶不到真鑽石。然後King Kong和光頭佬在大埔工業邨附近的岸上正式與白手襪黨決鬥，King Kong以炸彈遙控車炸掉「白手襪」手下的車子，「白手襪」向光頭佬開槍，光頭佬中槍倒地，King Kong開車追擊「白手襪」，「白手襪」在碼頭收掣不及，連同他的車子墜入海中。
光頭佬被送進救護車，King Kong眼見光頭佬失去知覺，忍不住痛哭起來。後來眼見光頭佬其實是裝模作樣，二人連同病床跌出車外，最後以二人被狗追作結尾。

## 演員
| 演員       | 角色                       | 粵語配音 | 國語配音 |
| 許冠傑     | King Kong（黑貓）          | 許冠傑   | 徐建春   |
| 麥嘉       | Albert Au 區瑞強（光頭佬） | 金貴     | 田平春   |
| 張艾嘉     | 何東詩（差婆）             | 龍寶鈿   |          |
| 石天       | 口水泉（紅貓）             | 李忠強   |          |
| 古嘉露     | 叮噹（何東詩妹）           | 盧素娟   |          |
| 陳 星      | 狂人星                     | 周永光   |          |
| 劉敏儀     | Mary（狂人星妹）           | 何錦華   |          |
| 吳浣儀     | 玫瑰影相室老板娘           | 盧素娟   |          |
| 韓國材     | 蛇仔明                     | 馮永和   |          |
| 施介強     | 陳百強                     | 盧雄     |          |
| 陳令智     | 芭蕾舞舞蹈員               |          |          |
| 曹達華     | 華叔                       | 盧雄     | 陳明陽   |
| 杜少明     | 紋身專家                   | 陳永信   |          |
| 鄭少萍     | 富太                       | 鄭少萍   |          |
| 李鵬飛     |                            |          |          |
| 吳殷志     |                            |          |          |
| 泰山       |                            |          |          |
| 成運安     |                            |          |          |
| 張國華     |                            |          |          |
| 何柏光     |                            |          |          |
| 馮敬文     |                            |          |          |
| 金彪       | 司徒不仁                   |          |          |
| 馮潤泉     | 司徒不仁助手               |          |          |
| 徐克       | 舞台劇導演                 | 周永光   |          |
| 黃百鳴     | 神父                       | 陳永信   |          |
| 林子祥     | 林醫官（救護人員）         | 林子祥   |          |
| 羅拔候斯頓 | 白手襪                     | 盧雄     |          |
| 傑米莎維   | 蒙提蘇圖                   |          |          |
| 哥倫湯瑪仕 | 港督                       |          |          |
| 安德魯梅拿 | 教父                       |          |          |

## 電影歌曲
| 曲別   | 歌名         | 作曲   | 填詞   | 編曲   | 演唱者 |
| ------ | ------------ | ------ | ------ | ------ | ------ |
| 主題曲 | 〈最佳拍檔〉 | 許冠傑 | 許冠傑 | 許冠傑 | 許冠傑 |

## 獎項
| 年份 | 頒獎典禮            | 獎項           | 獲提名                                              | 結果 |
| ---- | ------------------- | -------------- | --------------------------------------------------- | ---- |
| 1982 | 第19屆金馬獎        | 最佳剪輯       | 周國忠                                              | 提名 |
| 1983 | 第2屆香港電影金像獎 | 最佳男演員     | 麥嘉                                                | 獲獎 |
| 1983 | 第2屆香港電影金像獎 | 最佳女演員     | 張艾嘉                                              | 提名 |
| 1983 | 第2屆香港電影金像獎 | 最佳音樂       | 泰迪羅賓                                            | 提名 |
| 1983 | 第2屆香港電影金像獎 | 最佳主題曲     | 〈最佳拍檔〉 主唱：許冠傑 作曲：許冠傑 填詞：許冠傑 | 提名 |
| 1983 | 第2屆香港電影金像獎 | 最受歡迎華語片 |                                                     | 獲獎 |
| 1983 | 第2屆香港電影金像獎 | 十大華語片     |                                                     | 獲獎 |

## 花絮
有一幕機車以時速200公里從大廈二樓破窗而出，還要停留三秒的驚險鏡頭，當時所有的特技演員都視為「不可能的任務」。柯受良自告奮勇，親自上陣，在台灣練習一個禮拜。結果這一躍柯受良奠地香港影壇的地位，被稱「柯大膽」。自此，柯受良成為不少香港電影的特技指導。

## 電影分級
| 國家   | 分級        |
| 香港   | I（普遍級） |
| 荷蘭   | 16          |
| 日本   | G（普遍級） |
| 西德   | 12          |
|        | 15          |
| 芬兰   | K-16        |
| 葡萄牙 | M/12        |

## 外部連結
- 香港影庫上《最佳拍檔》的資料（繁體中文）
- 開眼電影網上《最佳拍檔》的資料（繁體中文）
- 豆瓣电影上《最佳拍檔》的資料 （简体中文）
- 时光网上《最佳拍檔》的資料（简体中文）
- AllMovie上《最佳拍檔》的资料（英文）
- 爛番茄上《最佳拍檔》的資料（英文）
- 互联网电影数据库（IMDb）上《最佳拍檔》的资料（英文）